# أثب طيفي
الأثب الطیفي أو إيراغروستيس طیفي أو الطیف  (باللاتينية: Eragrostis tef) نوع نباتي عشبي ينتمي إلى جنس الأثب من الفصيلة النجيلية.
يعد محصولاً رئيسيًا في إثيوبيا حيث تستعمل حبوبه لإنتاج الطحين.
من الأسماء الشائعة لهذا النبات: تيف، والأثب، والنجيلية السنوية (الإنجليزية)؛ وṬeff/Ṭéff (اللغة الأمهرية، وكلاهما لهما نفس النطق); وṬaffi/xaffi (لغة الأورومو، كلاهما له نفس النطق)؛ وṬaff (اللغة التغرينية)؛ وmil éthiopien (اللغة الفرنسية - «الدخن الأثيوبي»). ومن طرق كتابة اسم هذا النبات أيضًا: ttheff وtteff وthaff وtcheff وthaft. يربط الاشتقاق اللغوي الشعبي كلمة "tef" بالجذر اللغوي السامي الأثيوبي "ṭff"، الذي يعني بالعربية «مفقود» (ويرجع السبب في هذه التسمية إلى صغر حجم بذور هذا النبات).

## الوصف
يتمتع نبات الأثب التيفي بمحتوى غذائي رائع، إذ تزيد فيه نسبة الألياف الغذائية والحديد، ويشتمل على البروتين والكالسيوم. وهو يشبه الدخن والكينوا في الطهي، لكن بذوره أصغر وتُطهَى على نحو أسرع، وبالتالي تستهلك قدرًا أقل من الوقود.

## التوزيع
الأثب التيفي يتكيف مع بيئات مختلفة بدءًا من حالات الجفاف وصولاً إلى تشبع التربة بالماء. وأعلى معدلات إنتاج هذا النبات تكون في المرتفعات التي تتراوح ما بين 1800 إلى 2100 متر، ويكون موسم نموه في الوقت الذي يتراوح فيه معدل سقوط الأمطار من 450 إلى 550 ملم، ودرجة الحرارة تتراوح من 10 إلى 27 درجة مئوية. ويتأثر هذا النبات بطول النهار، وأفضل وقت لإزهاره يكون خلال ساعات النهار الاثنتي عشرة.
يُعد التيف من الحبوب الغذائية المهمة في أثيوبيا وإرتيريا حيث يُستخدَم لصنع الإينجيرا، وتقل أهميته في الهند وأستراليا. وهو يُزرَع الآن في الولايات المتحدة، لا سيما في أيداهو، كما تُجرَى التجارب لزراعته في كنساس. إلى جانب من يستخدمون هذا النبات في الدول المُستهلِكة له، يشمل مستهلكوه كذلك من يتبعون نظمًا غذائية ذات محتوى محدود من الغلوتين. ونظرًا لما يتسم به من بذور صغيرة الحجم (يقل قطرها عن 1 ملم)، تكفي حفنة واحدة منها لبذرها في مساحة كبيرة من الأرض. وتجعل هذه الخاصية النبات مناسبًا لنمط الحياة شبه البدوي.

## معلومات تاريخية
كانت شعوب المرتفعات الأثيوبية، في الفترة ما بين 8000 و5000 قبل الميلاد، من أوائل الشعوب التي زرعت النباتات وأنست الحيوانات للحصول على الغذاء. وكان نبات التيف أحد هذه النباتات الأولى التي تمت زراعتها. ويُعتقَد أن التيف قد ظهر في أثيوبيا بين عامي 4000 قبل الميلاد و1000 قبل الميلاد. تشير أدلة الجينات الوراثية إلى أن الإيراغروستيس بيلوس (الأثب المشعر) هو، على الأرجح، الأصل البري لهذا النبات. وثمة شكوك الآن بشأن التعرف على بذور لنبات التيف في موقع مصري أثري؛ إذ إن هذه البذور (التي لم تعد متوفرة لدراستها) أشبه بالإيراغروستيس المصري (الأثب المصري)، وهو نجيلية برية شائعة في مصر.

## الزراعة والاستخدام
في عام 1996، وصف مجلس البحوث القومي الأمريكي نبات التيف بأن «بإمكانه تحسين التغذية، وزيادة الأمن الغذائي، وتعزيز التنمية الريفية، ودعم رعاية الأرض المستدامة.»
تتم زراعة نبات التيف واستخدامه بكثافة في إرتيريا وأثيوبيا. وهو يمثل نحو ربع إجمالي إنتاج الحبوب في أثيوبيا. ويمكن استخدامه في علاج الأمراض الباطنية (فالغلوتين الذي يحتوي عليه هذا النبات لا يحتوي على نسبة من الغليادين الذي يتسبب في إحداث رد فعل في هذه الأمراض الباطنية)، كما أنه يتمتع بتركيز عالٍ من المواد الغذائية المختلفة، ومحتوى عالٍ من الكالسيوم، بالإضافة إلى مستويات عالية من المعادن: الفوسفور، والمغنيسيوم، والألومونيوم، والحديد، والنحاس، والزنك، والبورون والباريوم، والثيامين.
يتسم نبات التيف أيضًا بارتفاع محتواه البروتيني. كما يُعتبَر تركيبًا ممتازًا من الأحماض الأمينية، إذ يحتوي على جميع الأحماض الأمينية الثمانية الضرورية للبشر. هذا فضلاً عن أن محتواه من الليسين أعلى من محتوى القمح والشعير. يتميز كذلك هذا النبات بارتفاع نسبة الكربوهيدرات والألياف. وقد توصلت إحدى الدراسات التي أجريت في أثيوبيا في عامي 2003 و2004 إلى أن المزارعين أشاروا إلى تفضيل المستهلكين للتيف الأبيض عن الأنواع الأخرى ذات اللون الداكن.
تزداد شعبية نبات التيف في غرب الولايات المتحدة كمحصول علف بديل يُزرع في دورات زراعية مع أي نوع من أنواع البقوليات مثل الفصفصة، وذلك لأنه يقوم بعملية تمثيل ضوئي رباعي الكربون مثل الذرة. ويشتهر بارتفاع جودته وكمية محصوله، مقارنة بالدورات الزراعية لمحاصيل العلف الأخرى. يُوصَف كذلك هذا النبات بأنه «محصول للطوارئ» لأنه يُزرَع في نهاية فصل الربيع عندما يزداد المناخ دفئًا، وتكون أغلب المحاصيل الأخرى قد زُرِعت بالفعل. فهو لا يحتمل أي نوع من الصقيع. يتميز نبات التيف كذلك بسيقانه الرقيقة، التي يتم مزجها عادةً بالطمي لاستخدامه في أغراض البناء.

## وصلات خارجية
- Purdue University Center for New Crops & Plant Products - Eragrostis tef
- Eragrostis abyssinica - Ethiopian Plant Names, Dr. Aberra Molla